# واوب جيخ
واوب جيخ (بالإنجليزية: Wałbrzych)‏ هي مدينة مع صلاحيات بووتيس ‏ تقع في بولندا في محافظة سيلزيا السفلى.[بحاجة لمصدر] يقدر عدد سكانها بـ 120,197 نسمة ومساحتها 84.70 كم2 وترتفع عن سطح البحر 350 متر.

## المدن التوأمة
مدن فرايبرغ وفودجا هي مدن توأمة لـواوب جيخ.

## أعلام
- فلودزميزيرز كيوليك
- يوانا يوزفيك
- ارديان موريسد
- أندريه أدامك
- بارتوش كوريك